# Xəlitli
Xəlitli è un comune dell'Azerbaigian situato nel distretto di Göyçay. Conta una popolazione di 1 158 abitanti.